# Méliphage des mangroves
Gavicalis fasciogularis
Espèce
Statut de conservation UICN

 LC  : Préoccupation mineure
Le Méliphage des mangroves (Gavicalis fasciogularis, anciennement Lichenostomus fasciogularis) est une espèce de passereaux de la famille des Meliphagidae.

## Répartition
Cette espèce est endémique de l'est de l'Australie. On trouve des individus sur la côte est entre Townsville (au Queensland), au nord, et le nord de la Nouvelle-Galles du Sud, au sud. Ils sont communs dans ce dernier territoire sauf dans sa partie sud.

## Habitat
Il habite les mangroves tropicales et subtropicales.

## Taxinomie
À la suite des travaux phylogéniques de Nyári et Joseph (2011), cette espèce est déplacée du genre Lichenostomus vers le genre Gavicalis par le Congrès ornithologique international dans sa classification de référence version 3.4 (2013).
D'après le Congrès ornithologique international, c'est une espèce monotypique.